# Панкратьев, Алексей Борисович
Алексей Борисович Панкратьев (род. 25 марта 1961 года, Ленинград) — советский шашечный композитор, российский преподаватель высшей школы, тренер по шашкам. Мастер спорта СССР по шашкам, Мастер спорта СССР по шашечной композиции. Первая публикация — в газете «Вечерний Ленинград» (1978). Бронзовый призёр 7 чемпионата СССР по шашечной композиции (1991).
Работает в Политехническом университете, кафедра Физической Культуры И Спорта. Тренер сборной СПбГПУ по шашкам